# Easington (Northumberland)
Easington – osada i civil parish w Anglii, w hrabstwie Northumberland. W 2011 civil parish liczyła 143 mieszkańców. W obszar civil parish wchodzą także Easington Grange, Outchester i Spindlestone.